# Rhesala albolunata
Rhesala albolunata là một loài bướm đêm trong họ Noctuidae.